# ТЕЦ Лодзь-4
ТЕЦ Лодзь-4 (ЕС-4) — теплоелектроцентраль у однойменном місті в центральній Польщі.
У 1977—1978 роках на станції ввели в експлуатацію два блоки типу ВС-50, обладнані вугільними котлами ОР-230 виробництва Rafako (Рацибуж) та турбінами ельблонзької компанії Zamech — в блоці № 1 типу 13UP55, а в блоці № 2 типу 13CK60. В 2012-му котел блоку № 2 модернізували до рівня BFB-180 та перевели зі спалювання вугілля на біомасу.
В 1992-му став до ладу більш потужний блок типу ВС-100, котрий має котел Rafako ОР-430 та турбіну Zamech13UC105.
Для покриття пікових навантажень у теплосистемі в 1977—1984 роках встановили чотири вугільні водогрійні котли Rafako WP-120 потужністю по 140 МВт. Також у підсумку на майданчику з'явився менш потужний котел EOG-35.
Загальна електрична та теплова потужність станції в максимальній конфігурації рахувались як 215 МВт та 1060 МВт відповідно. Станом на кінець 2010-х на сайті власника ТЕЦ ці показники зазначаються як 198 МВт та 820 МВт.
Вугілля доправляється на станцію залізничним транспортом.
Видалення продуктів згоряння відбувається за допомогою димарів висотою 250 метрів та 200 метрів, лише для котла EOG-35 використовується окрема суттєво нижча споруда висотою 61 метр.